# Heinade
Heinade település Németországban, azon belül Alsó-Szászország tartományban. Lakosainak száma 846 fő (2023. december 31.).

## Népesség
A település népességének változása:
| Lakosok száma | 878  | 856  | 857  | 854  | 841  | 846  |
|               | 2016 | 2017 | 2019 | 2021 | 2022 | 2023 |